# 다대기
다대기 또는 다진 양념은 마른 고추, 홍고추, 풋고추와 양파를 갈아서 진간장, 후추, 깨소금, 육수, 참기름, 마늘, 설탕 등으로 만든 한국의 양념이다. 매콤한 맛, 칼칼한 맛을 더하기 위해 주로 설렁탕, 냉면, 해장국 등 국물 요리에 넣어 풀어서 먹는다.

## 어원 논란
대한민국의 국립국어원에서는 ‘다대기’라는 말이 일본어로 "두드리다"를 뜻하는 "다타키(叩/たたき)"에서 나왔다고 하여 순화어인 "다진 양념"을 대신 쓰도록 권장하고 있다. 그러나 이는 민간어원에 바탕을 둔 풀이라는 비판이 있으며, 일본어 "다타키"나 "다데키"는 다대기와 유사한 의미를 지니지 않는다.
다대기의 어원이 한국어 동사 "다지다"에 명사를 만드는 접미사 "-기"를 붙여 "만들기"와 같은 형태로 만든 것이라는 주장이 있으며, "다지다"의 동북 방언 "다디다"도 어원으로 거론된다. 1995년 《우리말큰사전》은 "다대기"를 고유어로 풀이하며, 《한국민족문화대백과사전》에도 "지경닺는소리(터다질 때 하는 소리)"를 전남 강진 지방에서 "다대기소리"라 불렀으며, "함흥냉면에 고춧가루 양념이 애용되어 '다대기'라는 말이 이곳에서 나왔을 정도이다."라는 풀이가 나온다.